# Hildursgade
Hildursgade er en lille gade i Haraldsgadekvarteret på Ydre Nørrebro i København. Den er en sidegade til Haraldsgade og ender i Gyritegade. På den anden side af Haraldsgade bliver den til Ragnhildgade.
Gaden er navngivet efter sagnskikkelsen Hilde, oldnordisk kvindenavn; betyder kamp. Hildur er også navnet på en valkyrie. Den skønne Hildur blev bortført til Orkneyøerne, men faderen indhentede sin svigersøn. Det kom til en drabelig kamp mellem de to hære, som varede ved til solen gik ned. Næste morgen vækkede Hildur ved trolddom de faldne krigere til ny kamp, og det skal hun fortsætte med lige til Ragnarok. »Hildurs leg« er enhver våbenkamp i gamle sagn og sagaer.
I 1958 boede der bl.a. en bestyrerinde Sørensen, lagerforvalter Lessel, vognmand Jensen i nr. 1. Vognmand Jensen og lagerforvalter Lessel finder man sågar på samme adresse 30 år senere.
Hildursgade ligger i kvarteret Vibekevang.